# (36057) 1999 RC33
1999 أر سي 33 (ويعرف أيضًا باسم (36057) 1999 أر سي 33 وفق تسمية الكوكب الصغير) (بالإنجليزية: 1999 RC33)‏ هو كويكب ضمن حزام الكويكبات؛ وترتيبه 36057 من حيث الاكتشاف.
اكتُشف هذا الجُرم الفلكي بواسطة Laurent Bernasconi ‏ في 10 سبتمبر 1999.

## وصلات خارجية
- (36057) 1999 RC33 في قاعدة بيانات مختبر الدفع النفاث لأجرام النظام الشمسي الصغيرة

- الاكتشاف · مخطط المدار ·  العناصر المدارية · المعلمات المادية

- (36057) 1999 RC33 على موقع ويكي سكاي: DSS2, SDSS, GALEX, IRAS, Hydrogen α, X-Ray, Astrophoto, Sky Map, Articles and images